# حقوق بشر در آرژانتین

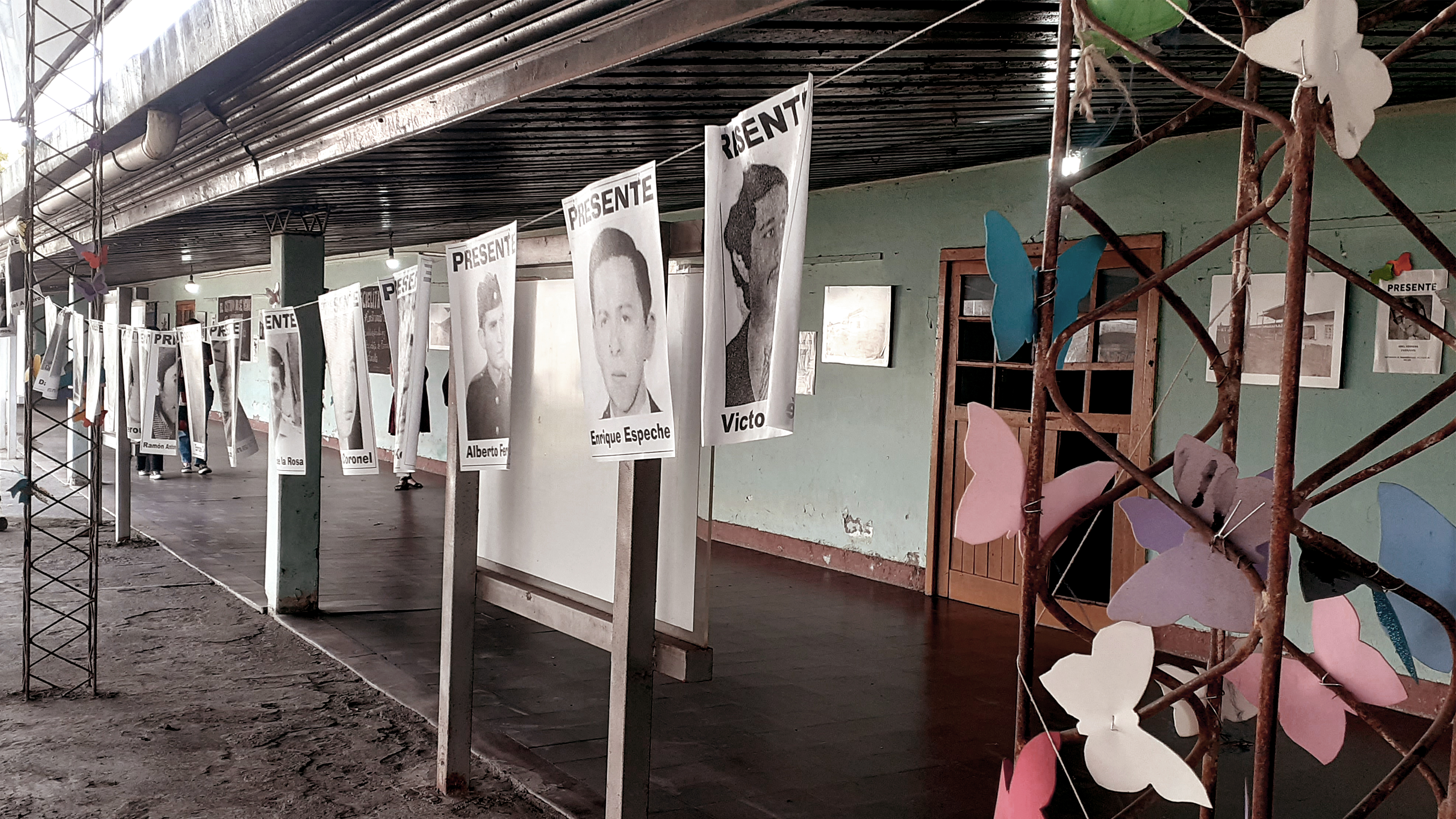
نمای کلی از گالری و زندان های Escuelita de Famaillá

تاریخ حقوق بشر در آرژانتین (انگلیسی: Human rights in Argentina) تحت تأثیر جنگ کثیف و عواقب آن قرار دارد. جنگ کثیف و خشونت حکومتی علیه شهروندان آرژانتین تقریباً از سال ۱۹۷۶ تا ۱۹۸۳ توسط دولت نظامی خورخه رافائل ویدلا شروع شد و سال‌ها قبل پایان یافت، و وضعیت حقوق بشر در آرژانتین از آن زمان بهبود یافته‌است.

## تاریخچه
طبق گزارش نونکا ماس که توسط کمیسیون ملی در برابر ناپدید شدن افراد (CONADEP) در سال ۱۹۸۴ منتشر شد و در حدود ۹۰۰۰ نفر بین سالهای ۱۹۷۶ تا ۱۹۸۳ «ناپدید» شده‌اند. با توجه به یک تلگراف مخفی از DINA (پلیس مخفی شیلی) در بوینس آیرس، که حاوی برآورد گردان اطلاعات ۶۰۱ آرژانتین در اواسط ژوئیه سال ۱۹۷۸ بود، که در سال ۱۹۷۵ شروع به شمارش قربانیان کرد، شمار قربانیان به ۲۲ هزار نفر رسیده‌است. این تخمین اولین بار در سال ۲۰۰۴ توسط جان دینگس منتشر شد. برآوردها از سوی سازمان‌های حقوق بشری تا ۳۰۰۰۰ نفر می‌رسد. مونتروروس به از دست دادن ۵۰۰۰ چریکی که کشته شده‌اند اعتراف کرد و ERP هم از کشته شدن ۵۰۰۰ تن از چریک‌های خود خبر داد. در مقایسه، نیروهای امنیتی از کشته شدن ۷۷۵ نفر از نفرات خود خبر دادند. در مقابل، ۱۳۵۰۰ قربانی تروریسم چپ‌گرا در آرژانتین وجود داشت. در مورد تعداد واقعی بازداشت شدگان ناپدید شده هیچ توافقی وجود ندارد. فرناندز میجیاید که بخشی از کمیسیون حقیقت را در سال ۱۹۸۴ تشکیل داده، در مصاحبه‌ای که در سال ۲۰۰۹ با نشریه روزانه بوینس آیرس بنام کلارین انجام داد، ادعا کرد که تعداد مستند افراد آرژانتینی که کشته یا ناپدید شده‌اند، به ۹۰۰۰ نفر نزدیکتر می‌باشد. (APDH) یا مجمع دائمی حقوق بشر تعداد ناپدید شده‌ها را ۱۲۲۶۱ نفر تخمین زده که شامل «ناپدید شدگان قطعی» و بازماندگان PEN در بازداشتگاه‌های مخفی در سراسر آرژانتین می‌باشد.
رقم کل زندانیان رسمی ۸۶۲۵ نفر بود و از این بازداشت شدگان، ۱۵۷ نفر پس از آزاد شدن از زندان کشته شدند. بین سال‌های ۱۹۶۹ تا ۱۹۷۹ چریک‌های چپ‌گرا ۳۲۴۹ مورد از موارد آدم‌ربایی و قتل را تشکیل می‌دادند. همچنین ۴۵۸ ترور (منتسب به اتحادیه ضد کمونیست آرژانتین) و حدود ۶۰۰ مورد ناپدید شدگان اجباری را در طول دوره حکومت دموکراتیک بین سال‌های ۱۹۷۳ و ۱۹۷۶ را ثبت کرده‌اند.

## محترم شمردن شخصیت افراد

### محروم کردن غیرقانونی افراد از زندگی
در حالی که دولت یا نمایندگان آن مرتکب هیچ قتل با انگیزه سیاسی نشده‌اند، گزارش‌هایی وجود دارد مبنی بر اینکه پلیس مرتکب قتل بی‌مورد و اضافی شده‌است. به‌طور کلی، افسران متهم به خطاکاری تا زمان تکمیل تحقیقات اداری از کار معلق می‌شوند. مقامات در مورد تخلف این افسران تحقیق کرده و در برخی موارد دستگیر شده و تحت پیگرد قانونی قرار گرفته و محکوم شده‌اند.
هماهنگ‌کننده سازمان غیردولتی NGO علیه سرکوب پلیس (CORREPI) گزارش داد که نیروهای امنیتی با استفاده از قهر بیش از حد هر سال بیش از ۲۰۰ نفر را کشته‌اند.
اگر چه قانون این گونه اعمال را ممنوع کرده و مجازات شکنجه را شبیه به قتل‌عام بشمار می‌آورد، اما گزارش‌هایی وجود دارد که برخی از نگهبانان پلیس در زندان همچنان از شکنجه و خشونت استفاده می‌کنند. CELS خشونت پلیس و شکنجه برخی از مظنونان را به ویژه در حین انتقال به زندان گزارش داده‌است. با این حال دولت چنین گزارش‌هایی را مورد بررسی قرار داده، و اعلام کرده‌است که اتهامات کمی در این باره وجود دارد.

### شرایط زندان و بازداشتگاه مرکزی
زندان‌های آرژانتین همچنان در شرایط غیرانسانی قرار دارند و زندانیان اغلب سال‌ها قبل از محاکمه در زندان به سر می‌برند. پلیس هنوز از قدرت خود سوءاستفاده می‌کند، گاهی اوقات مردم را در ایستگاه‌های پلیس می‌زنند و شکنجه می‌کنند و حتی بعضی از نمونه‌های جدید ("ناپدید شده") نیز گزارش شده‌است.
شرایط زندان اغلب بد و زندگی زندانی را تهدید می‌کند، بر اساس گزارش‌های مختلف سازمان‌های حقوق بشری و مراکز تحقیقاتی، در بسیاری از زندانها، بیش از ظرفیت زندانی نگهداری می‌شود، تغذیه نامناسب است، به درمان پزشکی و روحی رسیدگی کافی نمی‌شود، بهداشت محیط زندان ناکافی است، ملاقاتهای خانوادگی محدود و رفتار غیرانسانی و تحقیر آمیز رایج است.

## آزادی بیان و مطبوعات
قانون اساسی آزادی بیان و مطبوعات را تضمین کرده‌است و دولت به‌طور کلی این حقوق را در عمل احترام می‌گذارد. افراد می‌توانند به دولت در ملأ عام یا در محافل خصوصی انتقاد کنند، اما مجازات‌های کیفری، از جمله زندان، به خاطر اتهام و افترا، وجود دارد و مقامات دولتی از این اقدامات علیه مخالفان سیاسی و منتقدان دیگر استفاده کرده‌اند.

## آزادی مذهب
در قانون اساسی آزادی مذهب قید شده‌است و در عمل دولت به‌طور کلی این حق را محترم می‌شمارد. قانون اساسی همچنین می‌گوید که دولت فدرال «ایمان کاتولیک روحانی را حفظ می‌کند» و دولت کلیسای کاتولیک را با یارانه‌های گوناگون کمک می‌کند که برای سایر گروه‌های مذهبی این امکان نیست. پیروان دیگر مذاهب نیز می‌توانند مراسم مذهبی خود را آزادانه اجرا کنند.

## انتخابات و مشارکت سیاسی
شهروندان طبق قانون مجاز هستند که دولت خود را به صورت مسالمت‌آمیز تغییر دهند و شهروندان از طریق انتخابات دوره‌ای، آزاد و عادلانه بر اساس رأی عمومی، از این حق استفاده می‌کنند.
انتخابات ریاست جمهوری و مجلس ملی در اکتبر ۲۰۰۷ صورت گرفت. در سطح ملی، نیمی از کرسی‌ها در مجلس نمایندگان و یک سوم از آن‌ها در مجلس سنا به مبارزه انتخاباتی پرداختند. رسانه‌ها، وزارت دادگستری و سازمان‌های غیردولتی مختلف انتخابات را مشاهده کردند و به صورت آزاد و منصفانه مورد قضاوت قرار دادند، گرچه چندین حزب مخالف شکایت کرده‌اند که لیست نامزدهای آنها در حوزه‌های رای‌گیری در برخی از استان‌ها مطرح نشده‌است.

## قاچاق انسان
در آوریل سال ۲۰۰۸، کنگره قانونی را تحت عنوان قاچاق افراد به تصویب رساند، علت تصویب این قانون موضوع پرونده مریتا ورون بود. این کشور همچنان منبع قاچاق افراد و نیز مسیر تردد و مقصد قاچاقچیان است.
قاچاق انسان در درجه اول شامل شهروندانی می‌شود که بمنظور استثمار جنسی و بهره‌کشی کاری در داخل کشور شکار قاچاقچیان می‌گردند. آنها عمدتاً از استان‌های شمالی به استان‌های مرکزی و بوئنوس آیرس و از بوینس آیرس تا چند استان جنوبی‌تر قاچاق می‌شوند.

## مردم بومی
قانون اساسی هویت اقوام و فرهنگ مردم بومی را برسمیت می‌شناسد و کنگره از حق بومیان برای آموزش دو زبانه محافظت می‌کند، جوامع آنها را به رسمیت می‌شناسد و مالکیت جمعی زمین‌های اجدادی آنها را می‌پذیرد و مشارکت آنها را در مدیریت منابع طبیعی می‌پذیرد. در عمل مردم بومی به‌طور کامل در مدیریت زمین‌های خود یا منابع طبیعی شرکت نمی‌کنند، بخشی به دلیل آن است که مسئولیت اجرای قانون به ۲۳ استان منتقل شده‌است، که تنها قانون اساسی ۱۱ استان از کل ۲۳ استان کشور دارای قانون اساسی است که حقوق بومیان را به رسمیت می‌شناسد.